# Liga Evolución Femenina Sub-19 de 2023
La CONMEBOL Liga Evolución Sub-19 Femenina (antes conocida como Liga Sudamericana) es la primera edición del torneo de desarrollo para selecciones sudamericanas femeninas sub-19. Sirve como preparación para el Sudamericano Sub-20 de 2024.

## Sede
Los partidos se llevan a cabo en el Estadio Profesor Alberto Suppici y el Estadio Juan Gaspar Prandi, ambos de la ciudad de Colonia del Sacramento.
| Colonia del Sacramento           | Colonia del Sacramento     |
| -------------------------------- | -------------------------- |
| Estadio Profesor Alberto Suppici | Estadio Juan Gaspar Prandi |
| Capacidad: 6.168                 | Capacidad: 3.000           |
|                                  |                            |

## Formato de competición
Para la fase preliminar, los diez equipos participantes se dividen en dos grupos de cinco equipos cada uno. Luego de una liguilla simple (a una sola rueda de partidos), los primeros de cada grupo jugarán la final, los segundos jugarán por el tercer puesto, los terceros jugarán por el quinto puesto y así sucesivamente.
En caso de empate en puntos en cualquiera de las posiciones, la clasificación se determinará siguiendo en orden los siguientes criterios:
1. Mayor cantidad de puntos obtenida en los partidos entre los equipos empatados;
2. Mejor diferencia de gol obtenida en los partidos entre los equipos implicados;
3. Mayor cantidad de goles marcados en los partidos entre los equipos implicados;
4. Mejor diferencia de gol en todos los partidos del grupo;
5. Mayor cantidad de goles marcados en todos los partidos del grupo;
6. Menor cantidad de tarjetas rojas recibidas;
7. Menor cantidad de tarjetas amarillas recibidas;
8. Sorteo de la Comisión Organizadora de la Conmebol.

## Equipos participantes
Participan las diez selecciones nacionales de fútbol afiliadas a la Conmebol. La definición de los grupos y el sorteo de partidos fueron llevados a cabo en la Sede de la Conmebol en Luque, Paraguay, el 11 de marzo de 2022.
| Equipos participantes | Equipos participantes | Equipos participantes | Equipos participantes | Equipos participantes |
| --------------------- | --------------------- | --------------------- | --------------------- | --------------------- |
| Argentina             | Bolivia               | Brasil                | Chile                 | Colombia              |
| Ecuador               | Paraguay              | Perú                  | Uruguay               | Venezuela             |

## Primera fase
- Los horarios corresponden al huso horario de Uruguay (UTC-3).

     — Final
     — Tercer puesto
     — Quinto puesto
     — Séptimo puesto
     — Noveno puesto

### Grupo A

#### Posiciones
| Pos. | Equipo    | Pts. | PJ | PG | PE | PP | GF | GC | Dif. |
| ---- | --------- | ---- | -- | -- | -- | -- | -- | -- | ---- |
| 1.º  | Paraguay  | 12   | 4  | 4  | 0  | 0  | 12 | 4  | 8    |
| 2.º  | Argentina | 9    | 4  | 3  | 0  | 1  | 10 | 3  | 7    |
| 3.º  | Uruguay   | 4    | 4  | 1  | 1  | 2  | 4  | 4  | 0    |
| 4.º  | Ecuador   | 3    | 4  | 1  | 0  | 3  | 5  | 9  | −4   |
| 5.º  | Bolivia   | 1    | 4  | 0  | 1  | 3  | 3  | 15 | −12  |

#### Partidos
| 17 de septiembre de 2023, 14:00 (UTC-3) | Argentina | 1:2 (0:1) | Paraguay | Estadio Alberto Suppici, Colonia |  |
|                                         |           |           |          | Árbitro(s):                      |  |

| 17 de septiembre de 2023, 20:00 (UTC-3) | Uruguay | 2:0 (2:0) | Ecuador | Estadio Alberto Suppici, Colonia |  |
|                                         |         |           |         | Árbitro(s):                      |  |

- Libre:  Bolivia

| 18 de septiembre de 2023, 13:00 (UTC-3) | Ecuador | 1:3 (1:2) | Paraguay | Estadio Juan Gaspar Prandi, Colonia |  |
|                                         |         |           |          | Árbitro(s):                         |  |

| 18 de septiembre de 2023, 20:00 (UTC-3) | Uruguay | 0:0 | Bolivia | Estadio Juan Gaspar Prandi, Colonia |  |
|                                         |         |     |         | Árbitro(s):                         |  |

- Libre:  Argentina

| 20 de septiembre de 2023, 14:00 (UTC-3) | Bolivia | 1:4 (0:2) | Ecuador | Estadio Alberto Suppici, Colonia |  |
|                                         |         |           |         | Árbitro(s):                      |  |

| 20 de septiembre de 2023, 20:00 (UTC-3) | Uruguay | 1:2 (1:1) | Argentina | Estadio Alberto Suppici, Colonia |  |
|                                         |         |           |           | Árbitro(s):                      |  |

- Libre:  Paraguay

| 21 de septiembre de 2023, 13:00 (UTC-3) | Paraguay | 5:1 (3:1) | Bolivia | Estadio Juan Gaspar Prandi, Colonia |  |
|                                         |          |           |         | Árbitro(s):                         |  |

| 21 de septiembre de 2023, 20:00 (UTC-3) | Ecuador | 0:3 (0:2) | Argentina | Estadio Juan Gaspar Prandi, Colonia |  |
|                                         |         |           |           | Árbitro(s):                         |  |

- Libre:  Uruguay

| 22 de septiembre de 2023, 17:00 (UTC-3) | Bolivia | 1:6 (0:2) | Argentina | Estadio Alberto Suppici, Colonia |  |
|                                         |         |           |           | Árbitro(s):                      |  |

| 22 de septiembre de 2023, 20:00 (UTC-3) | Uruguay | 1:2 (1:0) | Paraguay | Estadio Alberto Suppici, Colonia |  |
|                                         |         |           |          | Árbitro(s):                      |  |

- Libre:  Ecuador

### Grupo B
| Pos. | Equipo    | Pts. | PJ | PG | PE | PP | GF | GC | Dif. |
| ---- | --------- | ---- | -- | -- | -- | -- | -- | -- | ---- |
| 1.º  | Brasil    | 12   | 4  | 4  | 0  | 0  | 19 | 2  | 17   |
| 2.º  | Colombia  | 7    | 4  | 2  | 1  | 1  | 9  | 2  | 7    |
| 3.º  | Perú      | 6    | 4  | 2  | 0  | 2  | 2  | 15 | −13  |
| 4.º  | Chile     | 4    | 4  | 1  | 1  | 2  | 5  | 5  | 0    |
| 5.º  | Venezuela | 0    | 4  | 0  | 0  | 4  | 0  | 11 | −11  |

##### Partidos
| 17 de septiembre de 2023, 10:00 (UTC-3) | Perú | 1:0 (1:0) | Chile | Estadio Alberto Suppici, Colonia |  |
|                                         |      |           |       | Árbitro(s):                      |  |

| 17 de septiembre de 2023, 17:00 (UTC-3) | Venezuela | 0:2 (0:1) | Colombia | Estadio Alberto Suppici, Colonia |  |
|                                         |           |           |          | Árbitro(s):                      |  |

- Libre:  Brasil

| 18 de septiembre de 2023, 9:00 (UTC-3) | Colombia | 1:1 (0:0) | Chile | Estadio Juan Gaspar Prandi, Colonia |  |
|                                        |          |           |       | Árbitro(s):                         |  |

| 18 de septiembre de 2023, 16:30 (UTC-3) | Venezuela | 0:6 (0:1) | Brasil | Estadio Juan Gaspar Prandi, Colonia |  |
|                                         |           |           |        | Árbitro(s):                         |  |

- Libre:  Perú

| 20 de septiembre de 2023, 10:00 (UTC-3) | Brasil | 1:0 (0:0) | Colombia | Estadio Alberto Suppici, Colonia |  |
|                                         |        |           |          | Árbitro(s):                      |  |

| 20 de septiembre de 2023, 17:00 (UTC-3) | Venezuela | 0:1 (0:0) | Perú | Estadio Alberto Suppici, Colonia |  |
|                                         |           |           |      | Árbitro(s):                      |  |

- Libre:  Chile

| 21 de septiembre de 2023, 9:00 (UTC-3) | Chile | 2:3 (0:1) | Brasil | Estadio Juan Gaspar Prandi, Colonia |  |
|                                        |       |           |        | Árbitro(s):                         |  |

| 21 de septiembre de 2023, 16:30 (UTC-3) | Colombia | 6:0 (3:0) | Perú | Estadio Juan Gaspar Prandi, Colonia |  |
|                                         |          |           |      | Árbitro(s):                         |  |

- Libre:  Venezuela

| 22 de septiembre de 2023, 10:00 (UTC-3) | Brasil | 9:0 (4:0) | Perú | Estadio Alberto Suppici, Colonia |  |
|                                         |        |           |      | Árbitro(s):                      |  |

| 22 de septiembre de 2023, 14:00 (UTC-3) | Venezuela | 0:2 (0:1) | Chile | Estadio Alberto Suppici, Colonia |  |
|                                         |           |           |       | Árbitro(s):                      |  |

- Libre:  Colombia

## Fase final

### Noveno puesto
| 23 de septiembre de 2023, 11:00 (UTC-3) | Bolivia | 1:2 (1:1) | Venezuela | Estadio Juan Gaspar Prandi, Colonia |  |
|                                         |         |           |           | Árbitro(s):                         |  |

### Séptimo puesto
| 23 de septiembre de 2023, 15:00 (UTC-3) | Chile | 0:1 (0:0) | Ecuador | Estadio Juan Gaspar Prandi, Colonia |  |
|                                         |       |           |         | Árbitro(s):                         |  |

### Quinto puesto
| 23 de septiembre de 2023, 19:00 (UTC-3) | Perú | 3:4 (0:2) | Uruguay | Estadio Juan Gaspar Prandi, Colonia |  |
|                                         |      |           |         | Árbitro(s):                         |  |

### Tercer puesto
| 24 de septiembre de 2023, 10:00 (UTC-3) | Argentina | 1:0 (0:0) | Colombia | Estadio Alberto Suppici, Colonia |  |
|                                         |           |           |          | Árbitro(s):                      |  |

### Final
| 24 de septiembre de 2023, 14:00 (UTC-3) | Paraguay | 0:2 (0:0) | Brasil | Estadio Alberto Suppici, Colonia |  |
|                                         |          |           |        | Árbitro(s):                      |  |

|                            |
|                            |
| Campeón Brasil 1.er título |